# Montfort-le-Gesnois
Montfort-le-Gesnois is een gemeente in het Franse departement Sarthe (regio Pays de la Loire). De plaats maakt deel uit van het arrondissement Mamers. Montfort-le-Gesnois telde op 1 januari 2022 2.928 inwoners.

## Geografie
De oppervlakte van Montfort-le-Gesnois bedroeg op 1 januari 2022 18,74 vierkante kilometer; de bevolkingsdichtheid was toen 156,2 inwoners per km².

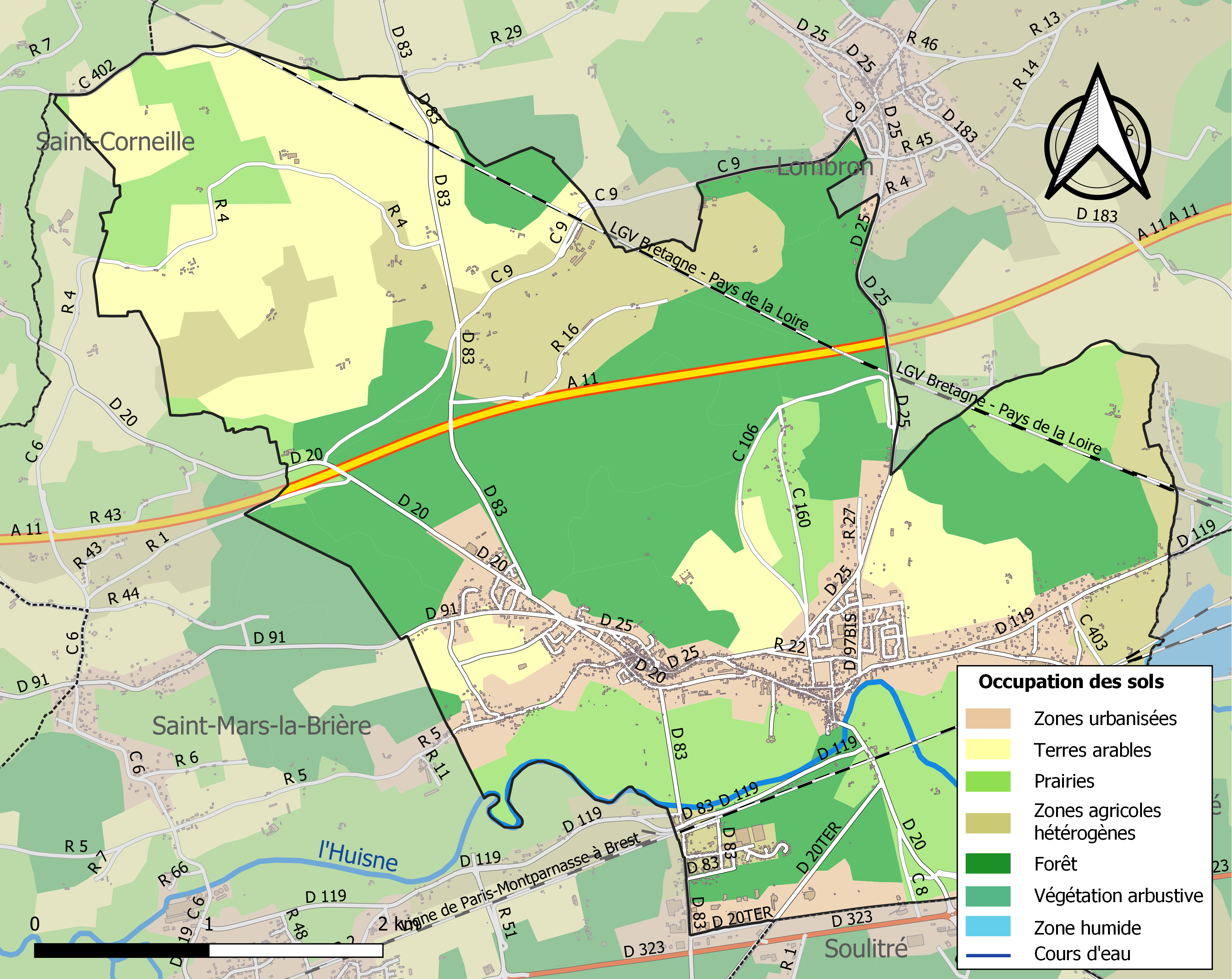
Kaart van de gemeente met de belangrijkste infrastructuur, bodemgebruik en omliggende gemeenten

## Verkeer en vervoer
In de gemeente ligt spoorwegstation Montfort-le-Gesnois.

## Demografie
Onderstaande figuur toont het verloop van het inwonertal (bron: INSEE-tellingen).

## Afbeeldingen

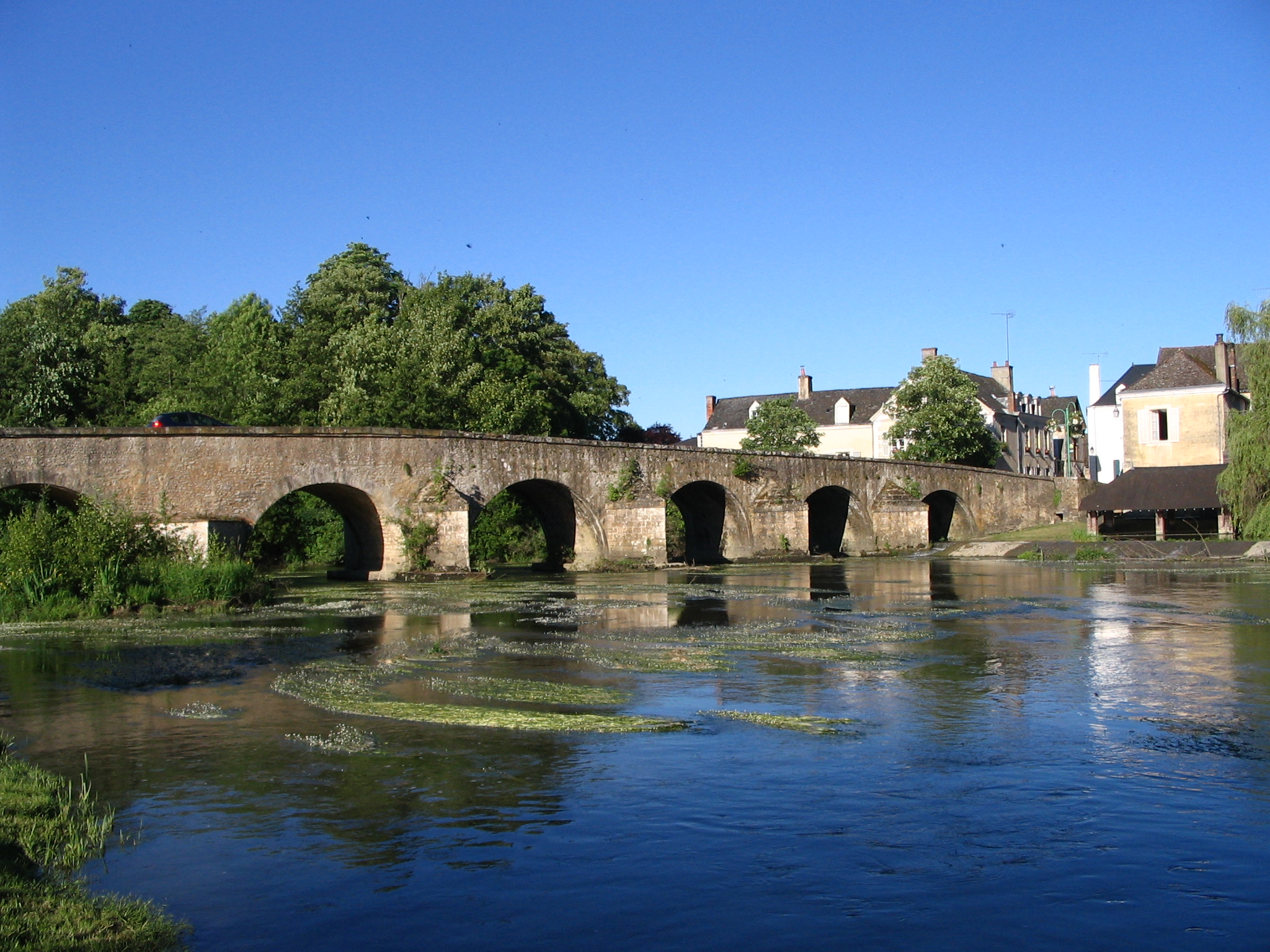
Romaanse brug
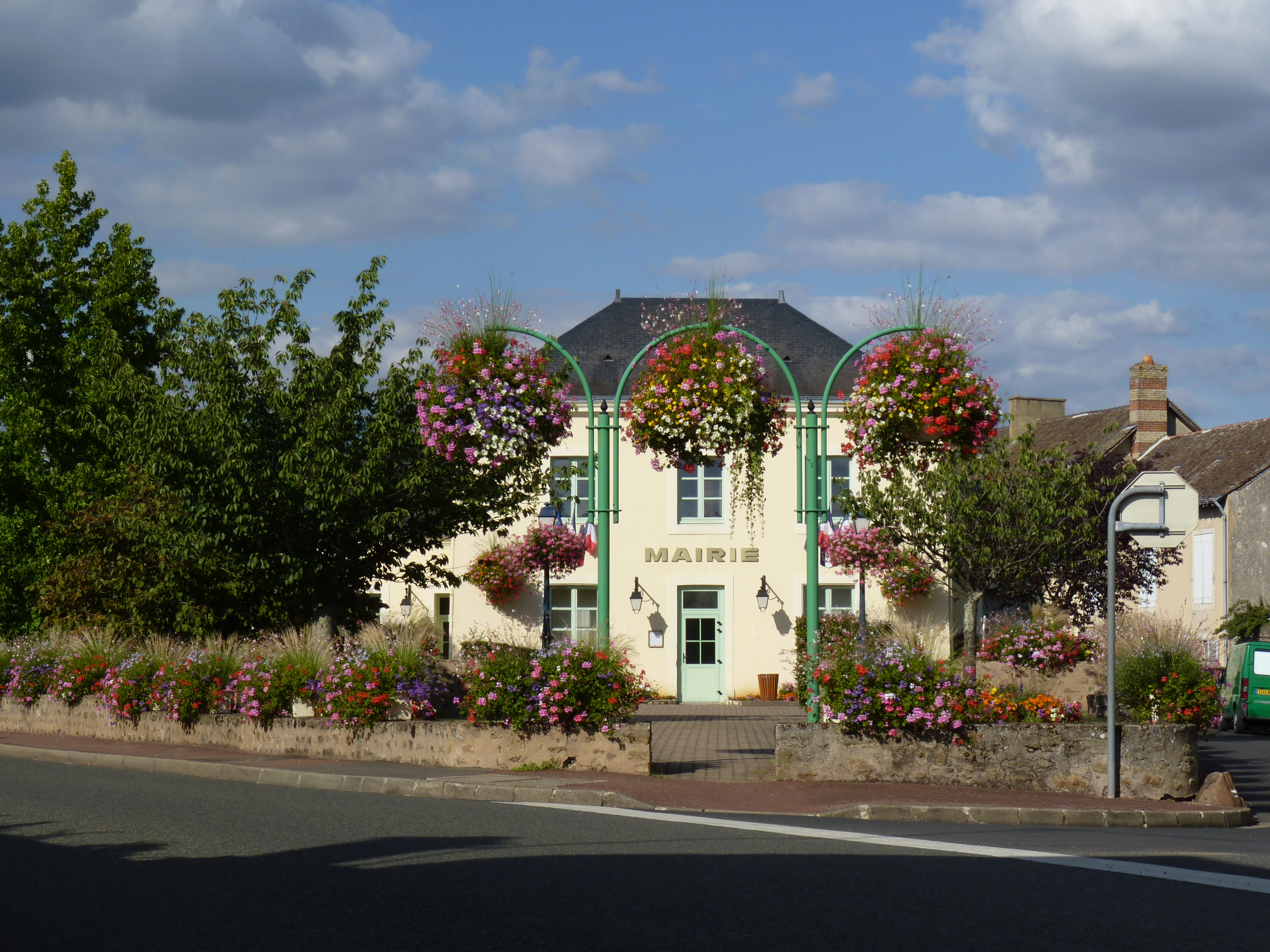
Gemeentehuis
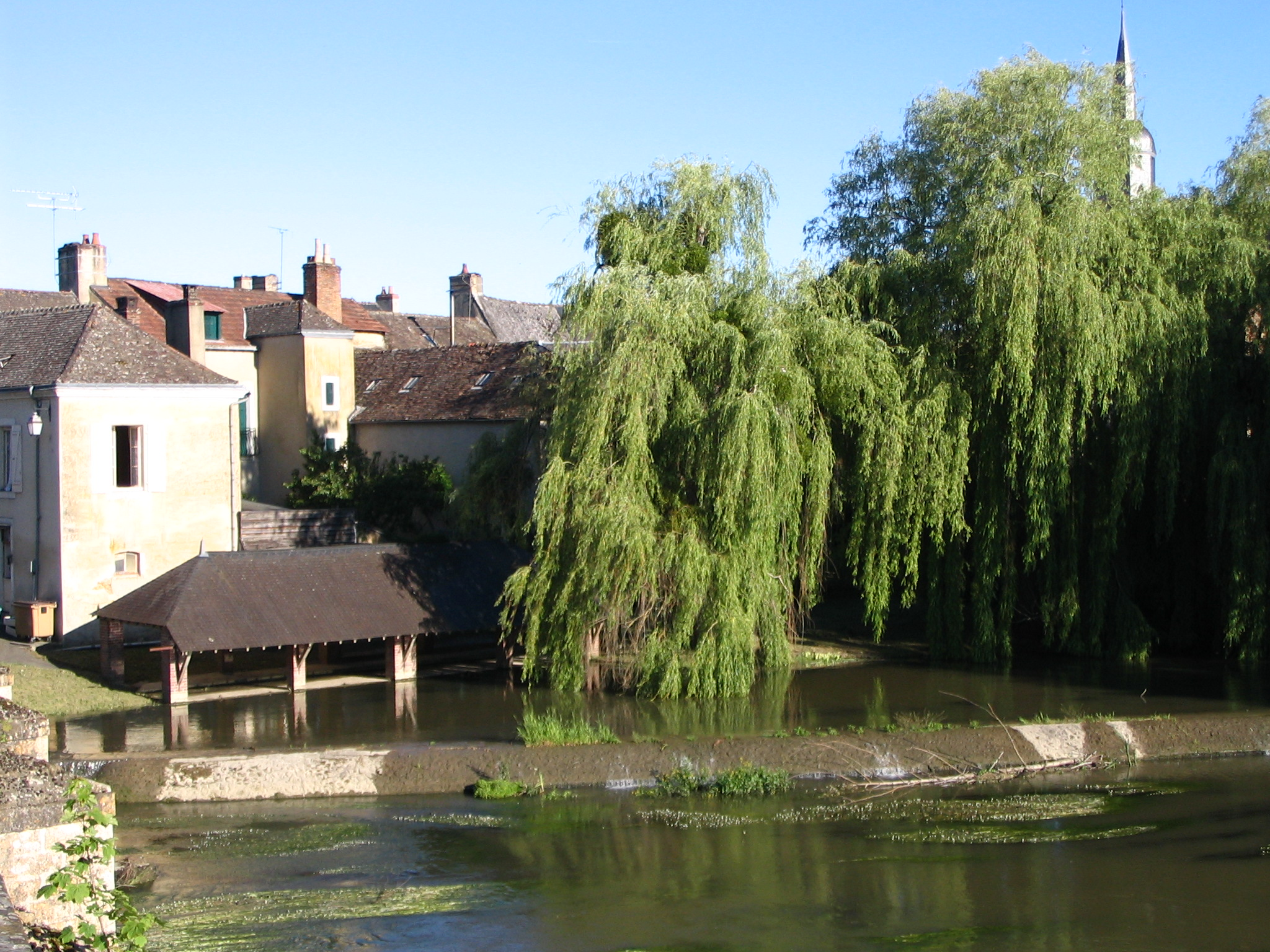
Lavoir